# بوروونو
بوروونو (به چکی: Borovno) یک منطقهٔ مسکونی در جمهوری چک است که در Plzeň-South District واقع شده‌است. بوروونو ۲٫۲۹ کیلومتر مربع مساحت و ۹۹ نفر جمعیت دارد و ۵۸۲ متر بالاتر از سطح دریا واقع شده‌است.